# Pericrocotus tegimae
Pericrocotus tegimae là một loài chim trong họ Campephagidae.